# Hydrophis laboutei
Espèce
Synonymes
- Chitulia laboutei (Rasmussen & Ineich, 2000)

Statut de conservation UICN

 DD  : Données insuffisantes
Hydrophis laboutei ou Hydrophide de Laboute est une espèce de serpents marins de la famille des Elapidae. Il n'est connu actuellement, en 2020, que par deux spécimens. Il ressemble à Hydrophis coggeri mais est plus petit et possède plus d'anneaux : 55 contre environ 30-40.

## Répartition
Cette espèce est endémique des eaux de Nouvelle-Calédonie. Elle a été découverte en 2000 lors d'un dragage à 60 m de fonds au large des îles Chesterfield.

## Étymologie
Cette espèce est nommée en l'honneur de Pierre Laboute.

## Publication originale
- Rasmussen & Ineich, 2000 : Sea snakes of New Caledonia and surrounding waters (Serpentes: Elapidae): first report on the occurrence of Lapemis curtus and description of new species from the genus Hydrophis. Hamadryad, vol. 25, n. 2, p. 91-99.